# Iconclass
Iconclass – system ikonograficznej klasyfikacji różnego rodzaju przedstawień (ludzi, wydarzeń, abstrakcyjnych idei), stosowany przede wszystkim wobec dzieł sztuki (a zwłaszcza malarstwa, grafiki i fotografii). 
Zapoczątkowany w latach 50. XX wieku w Holandii przez Henri van de Waala, był potem rozwijany przez jego następców. Prace nad systemem ukończono w 1972 roku; w latach 1972-1985 Iconclass został opublikowany w formie książkowej. Obecnie jest on dostępny w internecie, w 5 językach; oprócz dostępu do całego systemu każdy użytkownik ma możliwość przeszukiwania zbiorów, stosujących  Iconclass, pod kątem konkretnego typu przedstawienia. Z Iconclass korzystają muzea, galerie i fototeki, np. Narodowa Biblioteka Holandii (Koninklijke Bibliotheek), Muzeum Narodowe w Krakowie, Polska Akademia Umiejętności (PAUart Katalog zbiorów artystycznych i naukowych Polskiej Akademii Umiejętności) ale także inne bazy, m.in. flickr.
Iconclass każdemu przedstawieniu nadaje odrębny kod cyfrowo-literowy. Przykładowo pod cyfrą 7 zawierają się wszelkie przedstawienia z Biblii, pod 73 – z Nowego Testamentu, 73B – sceny z narodzin i młodości Chrystusa, 73B5 – historia Trzech Króli, 73B53 – pierwsza wizyta Trzech Króli u Heroda, 73B532 – Herod wysyła służącego do Trzech Króli.